# Kirtland (Ohio)
Kirtland és una població dels Estats Units a l'estat d'Ohio. Segons el cens del 2000 tenia 6.670 habitants.

## Demografia
Segons el cens del 2000, Kirtland tenia 6.670 habitants, 2.445 habitatges, i 1.885 famílies. La densitat de població era de 155,1 habitants per km².
Dels 2.445 habitatges en un 31,6% hi vivien nens de menys de 18 anys, en un 67,9% hi vivien parelles casades, en un 6,1% dones solteres, i en un 22,9% no eren unitats familiars. En el 19,8% dels habitatges hi vivien persones soles el 7,4% de les quals corresponia a persones de 65 anys o més que vivien soles. El nombre mitjà de persones vivint en cada habitatge era de 2,65 i el nombre mitjà de persones que vivien en cada família era de 3,06.
Per edats la població es repartia de la següent manera: un 23,7% tenia menys de 18 anys, un 6,2% entre 18 i 24, un 24,6% entre 25 i 44, un 30,7% de 45 a 60 i un 14,8% 65 anys o més.
L'edat mediana era de 42 anys. Per cada 100 dones de 18 o més anys hi havia 95,1 homes.
La renda mediana per habitatge era de 65.422 $ i la renda mediana per família de 76.062 $. Els homes tenien una renda mediana de 51.179 $ mentre que les dones 31.179 $. La renda per capita de la població era de 32.148 $. Aproximadament l'1,8% de les famílies i el 2,3% de la població estaven per davall del llindar de pobresa.

## Poblacions més properes
El següent diagrama mostra les poblacions més properes.